# Can Rosselló
Can Rosselló és un edifici del municipi d'Alella (Maresme) que forma part de l'Inventari del Patrimoni Arquitectònic de Catalunya. Va ser construïda per José Rosselló Maspons el 1888 en una parcel·la de la masia veïna Can Margarola. El 1908 va passar a la família Perramón. Al jardí, poc abans de la confluència de les rieres Coma Clara i Coma Alta, es troba una alzina, llistat com arbre monumental.

## Descripció

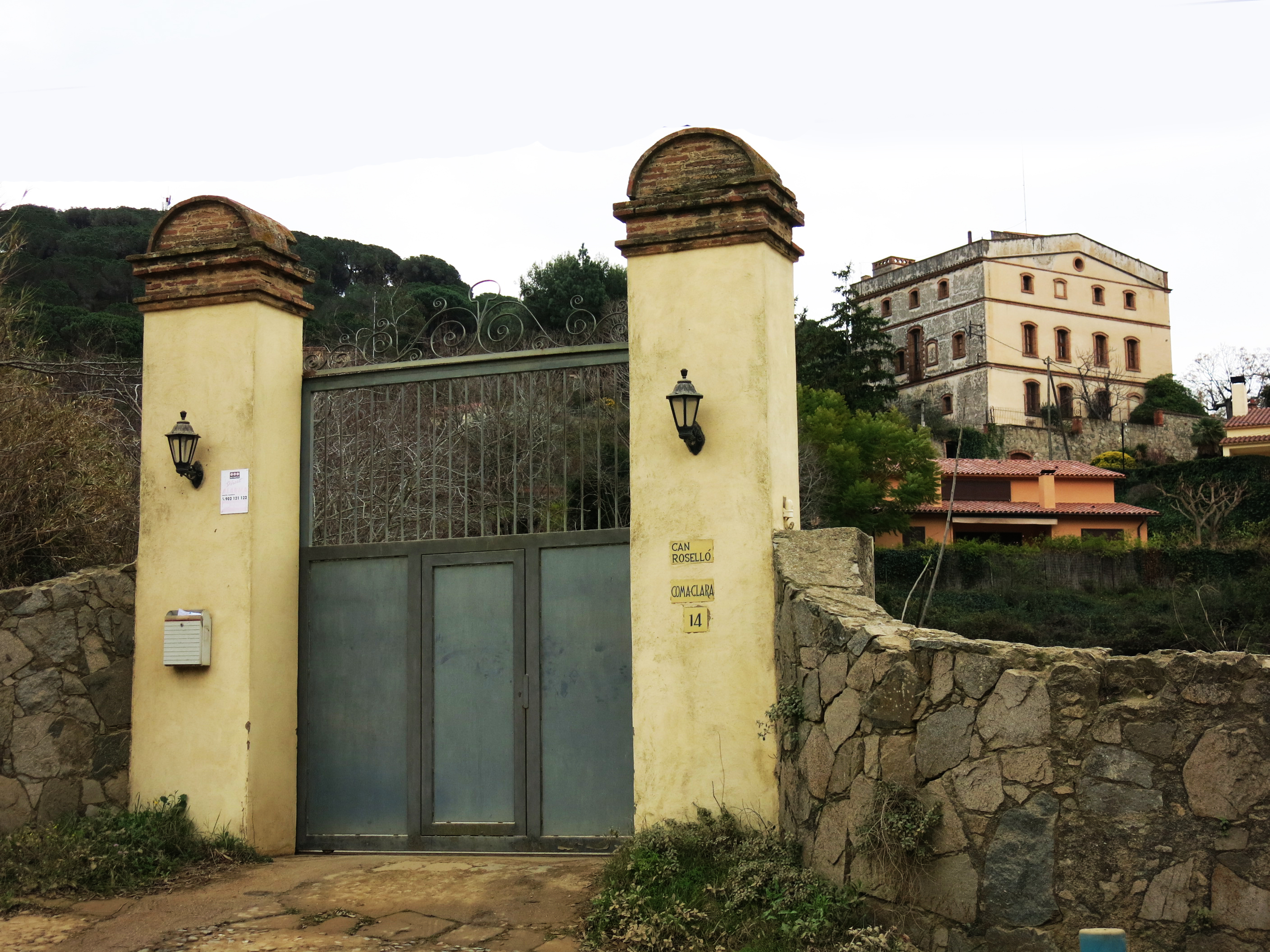
L'entrada

És una casa de planta quadrada que s'aixeca en forma de cub. Formada per una planta baixa i dos pisos, i coberta per una teulada de dos vessants. Destaca per l'ús que fa del totxo o maó, que se situa al voltant de totes les obertures, la cornisa i les baranes que amaguen la teulada i que fa que la construcció prengui un aspecte més similar a una fàbrica que no pas a una habitació.
La teulada presenta el carener paral·lel a la façana, sobre la qual destaca un balcó central. És també de destacar la gran quantitat de finestres de l'edifici. Es conserva en el recinte un antic pou d'aigua amb una torre.